# Jeannette Boulizon
Jeannette Boulizon, née à Paris le 4 août 1915 et morte à Montréal le 20 décembre 2007, est une écrivaine, éditrice et enseignante québécoise. Elle est cofondatrice du collège Stanislas de Montréal, à Outremont, où elle enseigne pendant plusieurs années. On la connaît aussi sous son nom de jeune fille, Jeanne Chobert.

## Biographie
Jeannette Boulizon (Chobert) est née à Paris en 1915.  Elle et son mari, Guy Boulizon, arrivent au Canada en 1938 encouragés par le père de Jeannette à quitter l'Europe à la veille de la Seconde Guerre mondiale. Elle est du nombre des professeurs qui fondent le Collège Stanislas de Montréal. Elle enseigne ensuite au Collège international Marie-de-France de Montréal,.
Elle contribue à la vie intellectuelle québécoise notamment à travers sa participation à la Société d'étude et de conférences. Elle co-écrit avec son mari, Guy Boulizon, la plupart de ses œuvres.
Elle est aussi active dans le mouvement des scouts et fonde avec son époux, le 55e Guynemer en avril 1939 dans les locaux du collège Stanislas de Montréal.
Elle reçoit le Grand Prix Chomedey de Maisonneuve de la Société Saint-Jean-Baptiste de Montréal, avec Guy Boulizon, en 1989.
Elle est membre de l'Ordre des francophones d'Amérique depuis 1995.

## Prix et distinctions
- 1989 : Prix Chomedey-de-Maisonneuve
- 1995 : Ordre des francophones d'Amérique

## Œuvres
- Le sapin des premières joies (avec Guy Boulizon), Montréal, Éditions du Méridien, cop. 1988.  (ISBN 2920417231)
- Stanislas, un journal à deux voix, 1938-1950 (avec Guy Boulizon, préfacé par Jacques Parizeau), Montréal, Flammarion, 1988.  (ISBN 2890770354)
- Poésies choisies pour les jeunes (avec Guy Boulizon), Montréal, Éditions Beauchemin, 1960. (OCLC 798833879)
- Nos jeunes liront... 1000 titres de livres (avec Guy Boulizon), Montréal, École des parents du Québec, [s.d.], 40 p. (OCLC 49096675)